# Lipton
Lipton er verdens største temærke og sælges i over 110 lande.
Det blev grundlagt i Storbritannien af sir Thomas Lipton i 1889 og er nu ejet af den britisk-hollandske dagligvarekoncern Unilever. Lipton sælger ifølge dem selv omkring 1/4 af al den te der sælges i breve eller  i poser.